# Franopol (rejon brzeski)
Franopol (biał. Франопаль; ros. Франополь) – wieś na Białorusi, w obwodzie brzeskim, w rejonie brzeskim, w sielsowiecie Radwanicze, nad Rytą.
Dawniej wieś i majątek ziemski. W dwudziestoleciu międzywojennym leżał w Polsce, w województwie poleskim, w powiecie brzeskim, do 18 kwietnia 1928 w gminie Radwanicze, następnie w gminie Kamienica Żyrowiecka.
Po II wojnie światowej w granicach Związku Sowieckiego. Od 1991 w niepodległej Białorusi.